# کفر الزیت، ریف دمشق
کفر الزیت (به عربی: کفر الزیت) یک روستا در سوریه است که در استان ریف دمشق واقع شده‌است. کفر الزیت ۴٬۱۷۰ نفر جمعیت دارد.